# Autoemanzipation

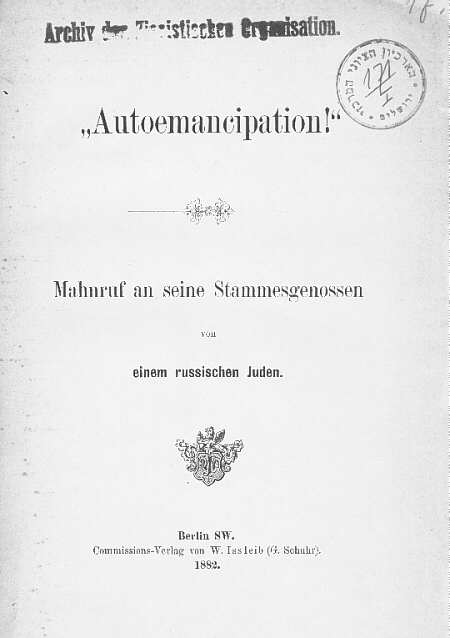
Autoemanzipation (1882) – Stempel: Archiv der Zionistischen Organisation

Autoemanzipation ist ein anonymer, frühzionistischer Essay Judah Leib Pinskers, den dieser unter dem Eindruck der Pogrome 1881 nach dem Attentat auf Alexander II. im Russischen Kaiserreich verfasste. Das deutsche Original wurde am 1. Januar 1882 veröffentlicht, als Mahnruf an seine Stammesgenossen von einem russischen Juden.
Pinsker schreibt, dass in einem Staat, der Antisemitismus nicht nur duldet, sondern sogar fördert, einem Staat, der Pogrome zur Lösung innenpolitischer Probleme einsetzt, ein Leben für Juden unmöglich sei. Pogrome sind aber nicht der eigentliche Grund für die Gründung eines jüdischen Staates. Pinsker spricht vielmehr im positiven Sinne von einer nationalen Wiedergeburt, von der Wiederherstellung der nationalen Ehre. In diesem Sinne betrifft sein Ansatz auch die Juden Westeuropas.
Er definiert die Judenfrage folgendermaßen:

„Die Juden bilden im Schoße der Völker, unter denen sie leben, tatsächlich ein heterogenes Element, welches von keiner Nation gut vertragen werden kann.
Die Aufgabe besteht nun darin, ein Mittel zu finden, durch welches dieses exklusive Element dem Völkerverbande derart angefaßt werde, daß der Judenfrage der Boden für immer entzogen sei.“

## Hintergrund
Auto-Emanzipation wurde bereits 15 Jahre vor Theodor Herzls Der Judenstaat verfasst. Es gehört neben Moses Hess’ Rom und Jerusalem zu den wichtigsten Schriften des frühen Zionismus. Die Schrift führte zwar zur Gründung von sogenannten „Zionsfreunden“, Gruppen, von denen sich einige sogar auf den Weg nach Palästina machten, insgesamt war ihr jedoch wenig politischer Erfolg beschieden.
Pinsker war ein vollkommen assimilierter Jude, nachdem jedoch 1871 und 1881 heftige Pogrome in Russland wüteten, wurde er zum Proto-Zionisten. Er war stark von den Gedanken Moses Lilienblums und der Chibbat-Zion-Bewegung beeinflusst. Pinsker veröffentlichte das Werk nach einer Europareise, auf der er nur wenig Zustimmung durch die jüdischen Führer erhalten hatte, die sich freilich nicht denselben Problemen ausgesetzt sahen.

## Inhalt
Die Schrift steht unter einem Motto von Rabbi Hillel: „Wenn ich selbst mir nicht helfe, wer denn? Und wenn nicht heute, wann denn?“
Die Diaspora ist nach Pinsker nicht mehr tragbar, eine Assimilation nicht möglich. Auch die religiöse Interpretation der Diaspora als stilles Leiden in Erwartung des Messias weist er zurück. Weil die Juden keinen Staat wie andere Völker haben, vermisse man hier „die Grundlage jener gegenseitigen Achtung, welche durch Völkerrecht oder Verträge reguliert und gesichert zu werden pflegt“. In einer Welt, in der das Nationalgefühl der Völker erwacht, müssten auch die Juden zu ihrem Recht kommen und zu sich selbst finden. Ein normales Volk sei aber ohne gemeinsame Sprache und Sitte, ohne räumliche Zusammengehörigkeit, ohne Zentrum, ohne eigene Regierung oder Vertretung nicht denkbar. Die Juden seien „überall anwesend und nirgends zu Hause“. Deshalb meint er:
„Wir müssen den Beweis führen, daß das Mißgeschick der Juden vor allem in ihrem Mangel an Bedürfnis nach nationaler Selbständigkeit begründet ist, daß dieses Bedürfnis aber notwendig in ihnen geweckt und wachgehalten werden muß, wenn sie nicht einer ewig schmachvollen Existenz preisgegeben sein wollen; mit einem Wort: daß sie eine Nation werden müssen.“
Den Antisemitismus hält er für eine geradezu natürliche Reaktion der Völker:
„Diese geisterhafte Erscheinung eines wandelnden Toten, eines Volkes ohne Einheit und Gliederung, ohne Land und Band, das nicht mehr lebt und dennoch unter den Lebenden umhergeht; diese sonderbare Gestalt, welche in der Geschichte ihresgleichen kaum wiederfindet, die ohne Vorbild und ohne Abbild ist, konnte nicht verfehlen, in der Einbildung der Völker auch einen eigentümlichen, fremdartigen Eindruck hervorzubringen.“
Pinsker definierte in Auto-Emanzipation keinen bestimmten Ort für einen jüdischen Staat, nannte aber Palästina, Syrien, Nordamerika und Argentinien als Möglichkeiten, obwohl die Idee Palästina wenig aussichtsreich sei. Später änderte er jedoch seine Meinung und befürwortete Palästina trotz der Schwierigkeiten, die er immer noch sah.